# 1970 en Inde
Chronologie de l'Inde
- 1966
- 1967
- 1968
- 1969
- 1970
- 1971
- 1972
- 1973
- 1974

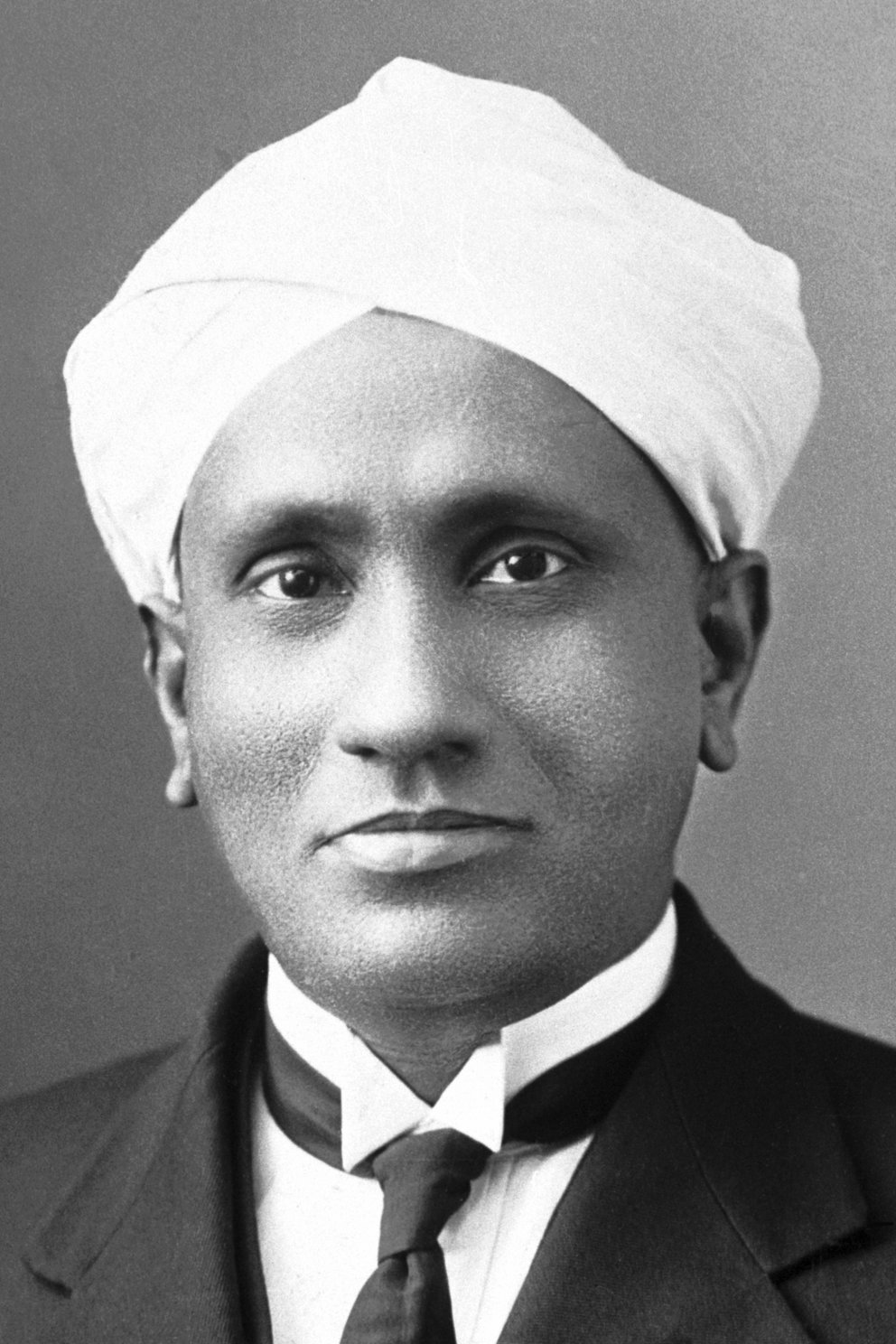
Décès de Chandrashekhara Venkata Râman, prix Nobel de physique 1930.

Cette page concerne les évènements survenus en 1970 en Inde :

## Évènement
- 2 mai : Début de la saison cyclonique dans le nord de l'océan Indien (en).
- 7-8 mai : Émeutes de Bhiwandi
- 17 mars : Meurtre de Sainbari (en).
- 12-13 novembre : Cyclone de Bhola (bilan : entre 224 000 et 500 000 morts)

## Cinéma
- 17e cérémonie des Filmfare Awards
- 17e cérémonie des National Film Awards (en)
- Sortie de film :
  - Dastak
  - Des jours et des nuits dans la forêt
  - Kati Patang
- Johny Mera Naam (en), film no 1 au box office indien pour l'année 1970.
  - Son pain quotidien

## Littérature
- Gruhabhanga (en), roman de S. L. Bhyrappa (en).
- Kaalam (en), roman de M. T. Vasudevan Nair (en).
- Rathinirvedam (en), roman de Padmarajan (en).
- Shahenshah (en), roman de Nagnath S. Inamdar (en).
- Sorga Theevu (en), roman de Sujatha Rangarajan.

## Sport
- 9-20 décembre : Participation de l'Inde aux Jeux asiatiques (en) de Bangkok.
- L'inde atteint les demi-finales de la Coupe Davis.

## Création
- Église du Nord de l'Inde (en)
- Corporation municipale de Pimpri-Chinchwad (en), entité chargée de la ville de Pimpri Chinchwad
- Société indienne de criminologie (d) (Indian Society of Criminology)

## Dissolution
- Harijan Mandal (en), parti politique.

## Naissance
- Rajesh Singh Adhikari (en), militaire.
- Ali (en), acteur.
- P. Amudha (en), fonctionnaire du Tamil Nadu.
- Cheran (en), réalisateur.
- Devendra Fadnavis (en), personnalité politique.
- Rahul Gandhi, personnalité politique.
- Karunas (en), acteur et personnalité politique.
- Saif Ali Khan, acteur.
- Sajid Khan, réalisateur et scénariste.
- Sohail Khan, acteur, réalisateur, producteur et scénariste.
- Shobana, actrice et danseuse.
- M. Night Shyamalan, réalisateur, producteur et scénariste.

## Décès
- Peter de Noronha (en), homme d'affaires.
- Man Singh II, Maharaja de Jaipur.
- Chandrashekhara Venkata Râman, physicien, lauréat du prix Nobel de physique en 1930.